# Ben More Assynt
Der Ben More Assynt ist ein 998 m (3.274 ft) hoher Berg in den schottischen Highlands. Auf Gälisch lautet sein Name Beinn Mhòr Asaint, er bedeutet Großer Berg von Assynt. Er ist der höchste Berg in Assynt, einer Landschaft in den Northwest Highlands und zugleich in der Grafschaft Sutherland. Der Ben More Assynt und der benachbarte Conival sind die einzigen als Munro eingestuften Berge in Assynt. Beide Berge sind Teil einer entlang der Hauptwasserscheide zwischen Nordsee und Schottischer See von Nord nach Süd durch Sutherland laufenden Bergkette und deren höchste Punkte. Während der Conival im Verlauf der Nord-Süd-Kette liegt, ist der Ben More Assynt etwas östlich davon vorgelagert. Er besitzt zwei Gipfel, neben dem 998 m hohen Hauptgipfel den 960 m hohen Südgipfel. Beide sind durch einen felsigen und ausgesetzten Grat verbunden.

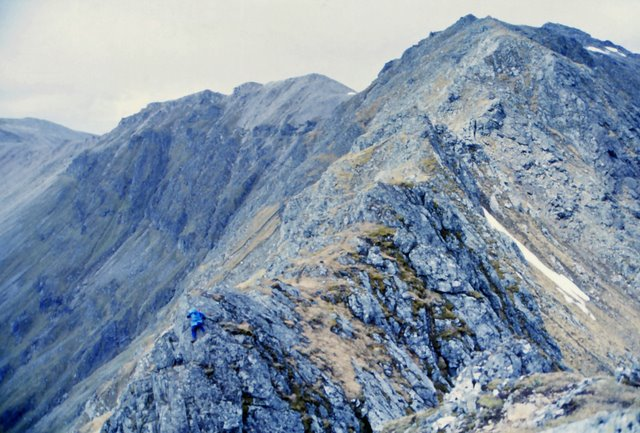
Der Grat zwischen Süd- und Hauptgipfel des Ben More Assynt, Blick vom Südgipfel

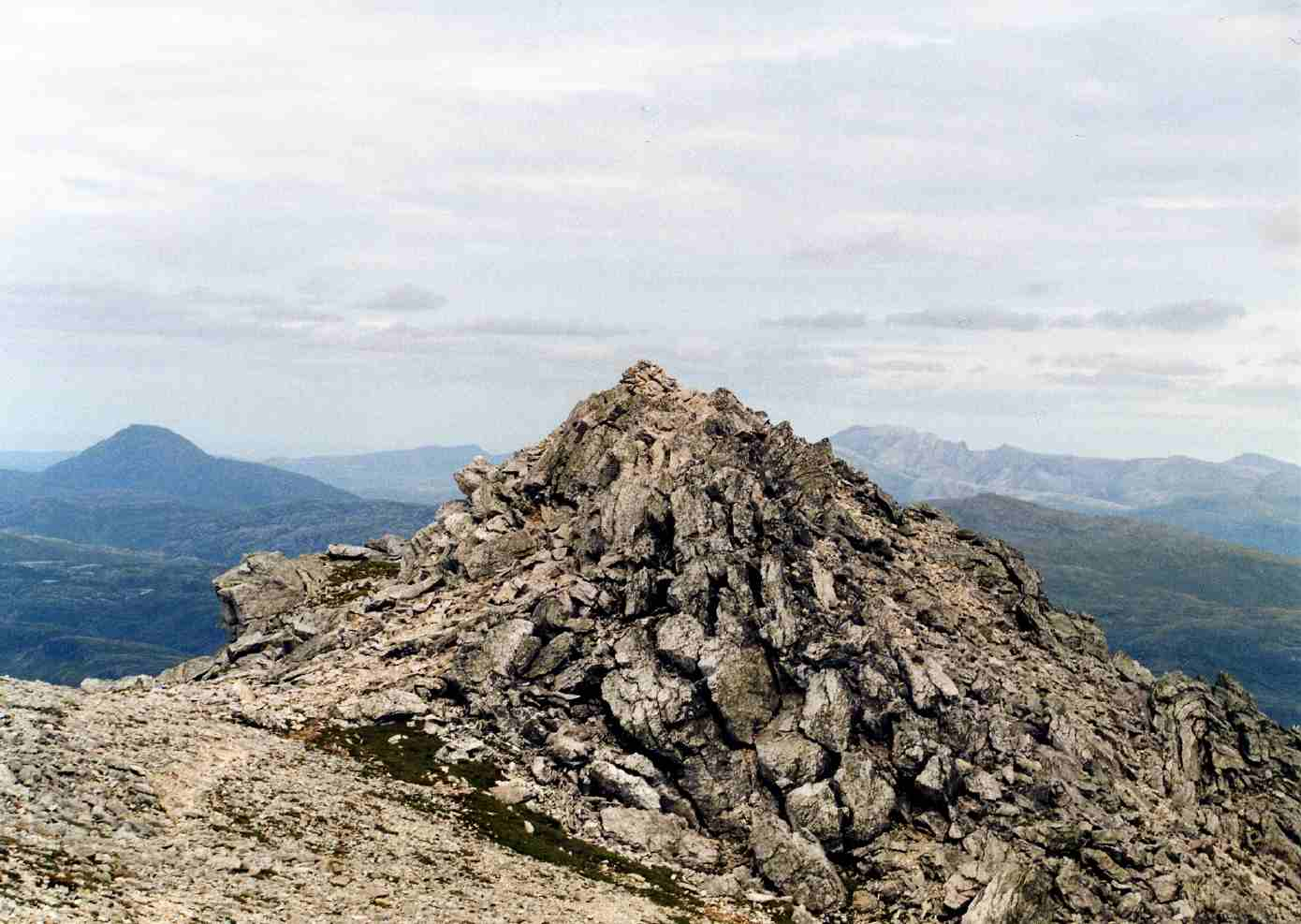
Die Gipfelfelsen des Hauptgipfels

Geologisch liegt der Ben More Assynt in der Zone des Moine Thrust, er besteht in seinem Gipfelbereich überwiegend aus kambrischen Quarzit, das hier im Bereich des Ben More Thrust entlang des den Conival und den Ben More Assynt verbindenden Grats Gneis aus dem Lewisian überlagert. Lediglich der Südgipfel und der Verbindungsgrat zum Hauptgipfel sind vollständig aus Gneis aufgebaut.
Aufgrund der Lage des Ben More Assynt östlich der Bergkette und seines Verbindungsgrats zum Conival werden beide Berge in der Regel gemeinsam bestiegen. Ausgangspunkt ist der kleine Ort Inchnadamph an der A 837 am Südende von Loch Assynt. Von dort führt der Weg im Tal des Traligill River nach Osten und allmählich ansteigend auf der nördlichen Talseite bis in einen Bealach zwischen dem Conival und dem nördlich benachbarten, 775 m hohen Beinn an Fhurain. Südlich führt der Weg zum Gipfel des Conival und dann nach Osten über den schmalen, teilweise leichte Kletterei erfordernden Grat zum benachbarten Hauptgipfel des Ben More Assynt. Von Osten und Süden bestehen ebenfalls Aufstiegsmöglichkeiten, allerdings erfordern diese aufgrund der einsamen Lage längere Anmarschwege und sind in der Regel nicht an einem Tag zu schaffen.